# Hrusice
Hrusice jsou obec ve středních Čechách, 11 km jihovýchodně od Říčan v okrese Praha-východ. Mají rozlohu 5,43 km² a žije zde 927 obyvatel. Hrusice spadají do obvodu pošty v sousedních Senohrabech, PSČ 251 66.

## Historie a pamětihodnosti
Nejstarší zmínka o vsi pochází z roku 1205 (Hrusicych). U návsi stojí pozdně románský kostel sv. Václava z počátku 13. století, v jehož severní stěně se dochoval pozoruhodný původní portál. U budovy fary z roku 1914 roste památná lípa.
Hrusice jsou neodmyslitelně spojeny s dílem malíře a spisovatele Josefa Lady, který se zde narodil a prožil část života. K nejznámějším Ladovým pohádkám, odehrávajícím se v Hrusicích a okolí, patří Mikeš či Bubáci a Hastrmani. V místě jeho rodného domku je pamětní deska, v parčíku jeho busta. V Ladově letní vile z roku 1935 je dnes jako pobočka Oblastního muzea Praha-východ veřejnosti přístupný Památník Josefa Lady, věnovaný též dílu Aleny Ladové.
Na návsi se nalézá z Ladových obrazů známá hospoda U Sejků z let 1884–1885 a budova bývalé školy. Na obecním úřadě je přístupné muzeum modelů hrusických domků a Ladových postav, práce Antonína Jedličky. Ve vsi jsou dochovány stavby lidové architektury. V posledních letech se ale Hrusice znatelně rozrůstají individuální výstavbou rodinných domů v okrajových částech obce.

### Územněsprávní začlenění
Dějiny územněsprávního začleňování zahrnují období od roku 1850 do současnosti. V chronologickém přehledu je uvedena územně administrativní příslušnost obce v roce, kdy ke změně došlo:
- 1850 země česká, kraj Praha, politický okres Jílové, soudní okres Říčany[4]
- 1855 země česká, kraj Praha, soudní okres Říčany[4]
- 1868 země česká, politický okres Český Brod, soudní okres Říčany[4]
- 1898 země česká, politický okres Žižkov, soudní okres Říčany[5]
- 1921 země česká, politický okres Žižkov sídlo Říčany, soudní okres Říčany[6]
- 1925 země česká, politický i soudní okres Říčany[7]
- 1939 země česká, Oberlandrat Praha, politický i soudní okres Říčany[8]
- 1942 země česká, Oberlandrat Praha, politický okres Praha-venkov-jih, soudní okres Říčany[9]
- 1945 země česká, správní i soudní okres Říčany[10]
- 1949 Pražský kraj, okres Říčany[11]
- 1960 Středočeský kraj, okres Praha-východ[12]

### Rok 1932
V obci Hrusice (457 obyvatel, katolický kostel) byly v roce 1932 evidovány tyto živnosti a obchody: cihelna, obchod s dobytkem, holič, 4 hostince, hotel Valencia, kolář, kovář, krejčí, mlýn, obuvník, pekař, řezník, 2 obchody se smíšeným zbožím, spořitelní a záložní spolek pro Hrusice, studnař, trafika, truhlář.

## Doprava
Územím obce prochází dálnice D1, exit 21 (Mirošovice) je vzdálen 2,5 km. Na západní hranici katastru probíhá silnice II/508 z Mirošovic do Mnichovic a na severu silnice II/335 v úseku Mnichovice - Ondřejov silnice III. třídy:
- III/3353 ze silnice II/335 přes Hrusice na silnici III/6031
- III/6031 Senohraby - Ondřejov (v jižní části katastru)

Železniční trať ani stanice na území obce nejsou. Nejbližší železniční zastávkou jsou Mirošovice u Prahy ve vzdálenosti 1,35 km ležící na trati 221 z Prahy do Benešova.
V roce 2025 v obci zastavovaly autobusové linky 490 v trase Strančice - Ondřejov - Stříbrná Skalice (dopravce ČSAD POLKOST, s. r. o.) a 651 v trase Hrusice - Senohraby - Pyšely - Nespeky (dopravce ARRIVA City, s. r. o., subdodavatel ČSAD Benešov, s. r. o.).

## Další fotografie

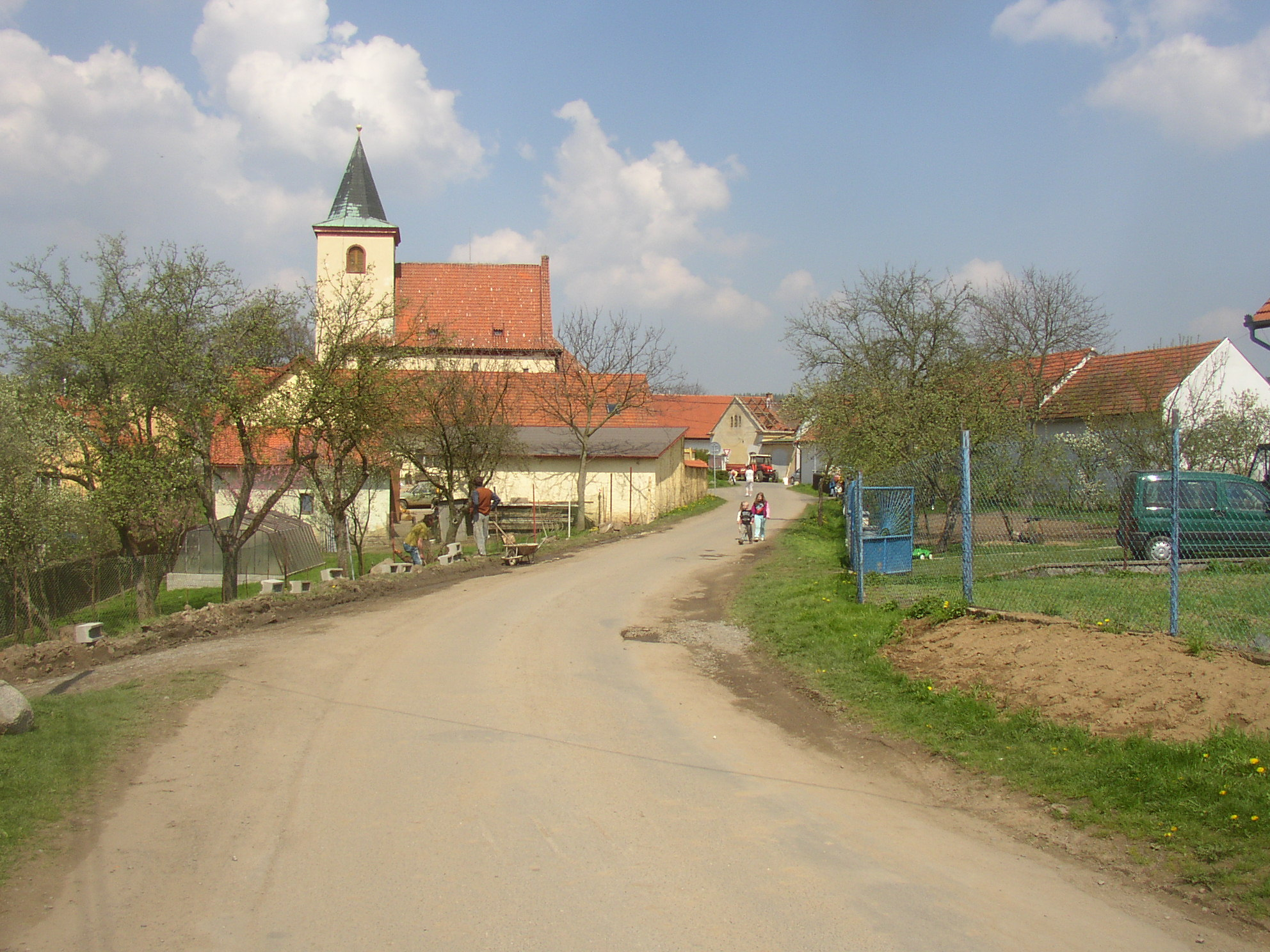
Pohled ke středu obce od jihu
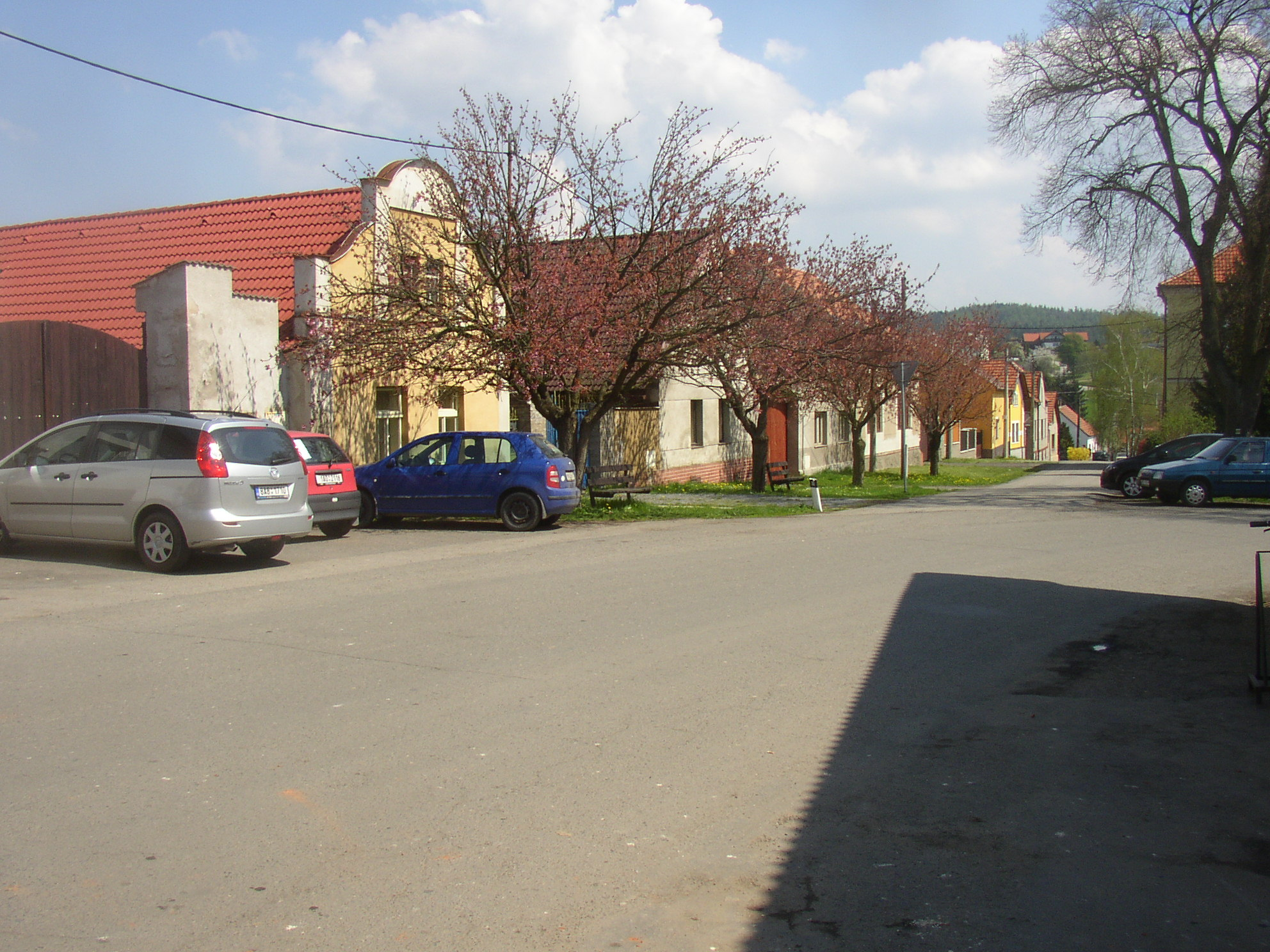
Domy při severní straně návsi
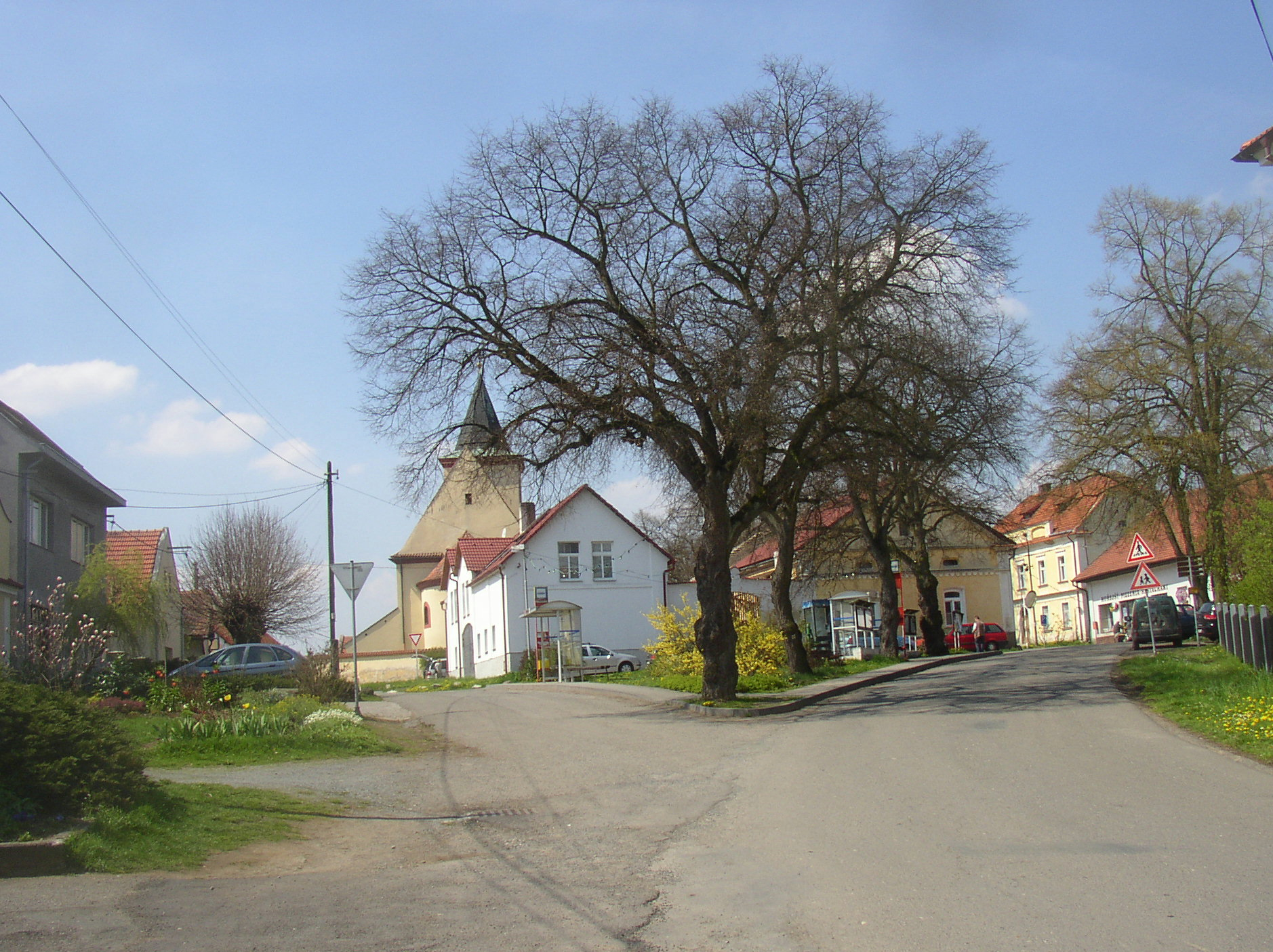
Západní strana návsi s autobusovou zastávkou
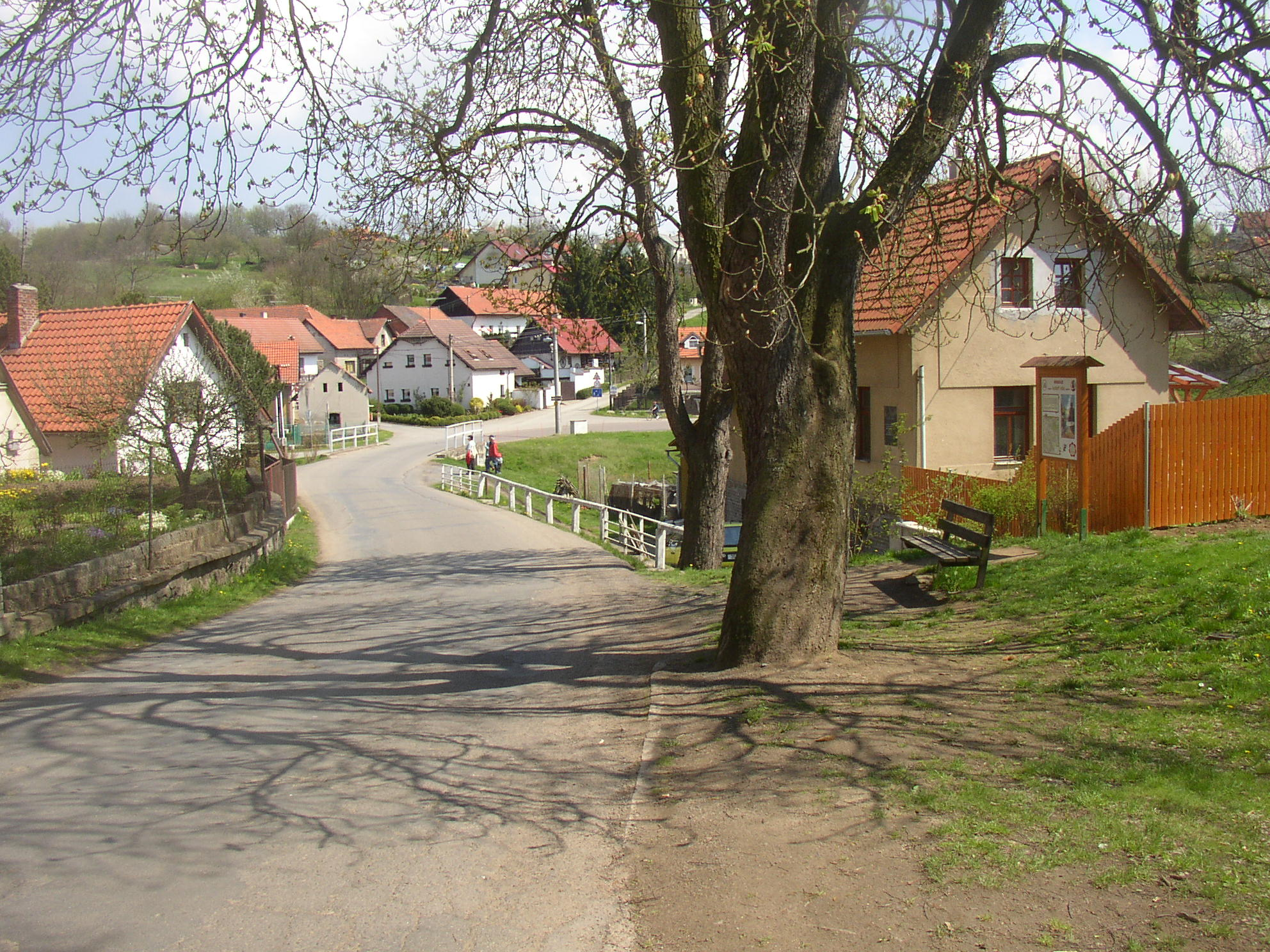
Hlavní ulice mezi návsí a potokem; vpravo stával rodný domek Josefa Lady
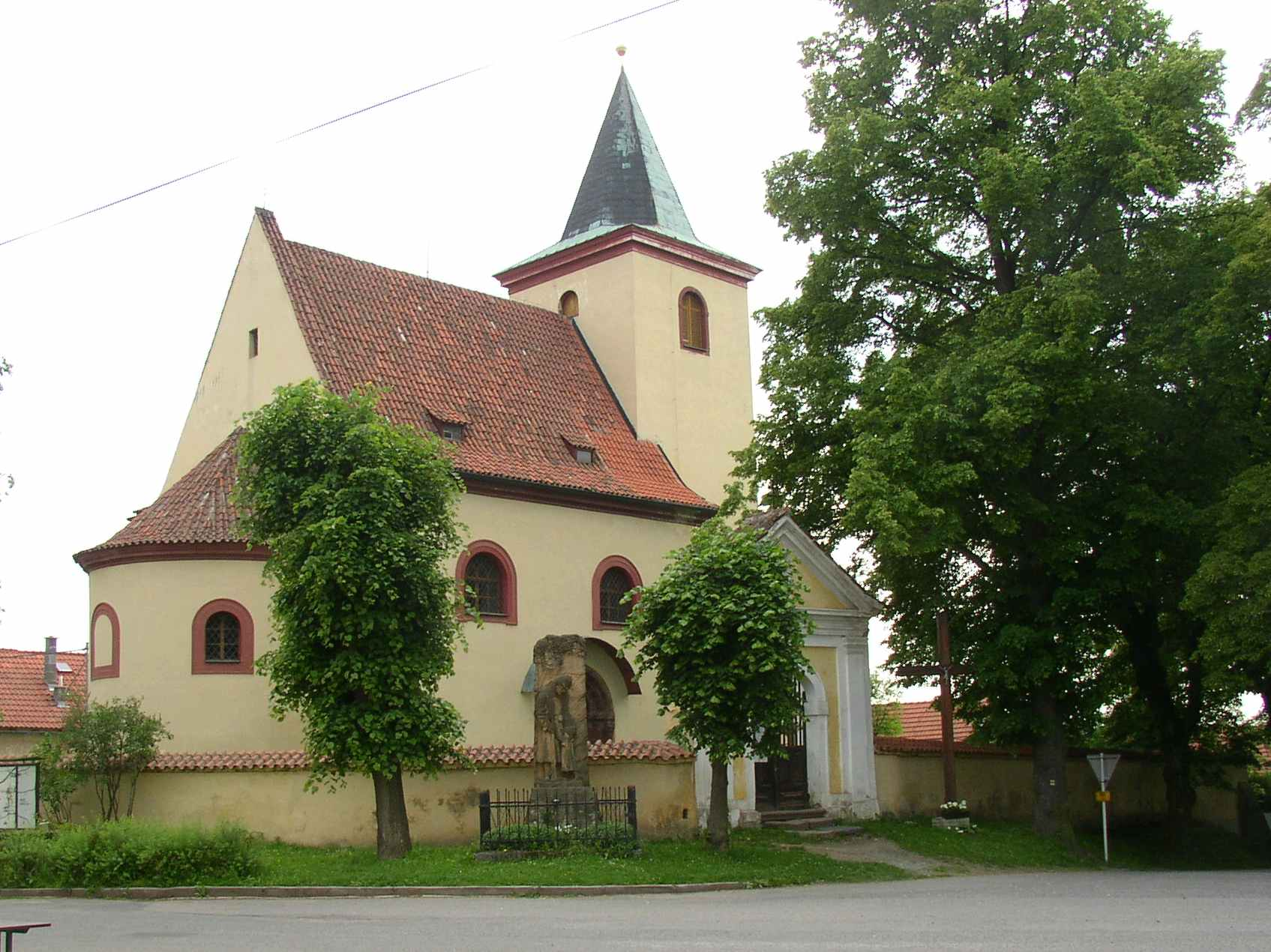
Kostel sv. Václava od severu; před ohradní zdí pomník padlých
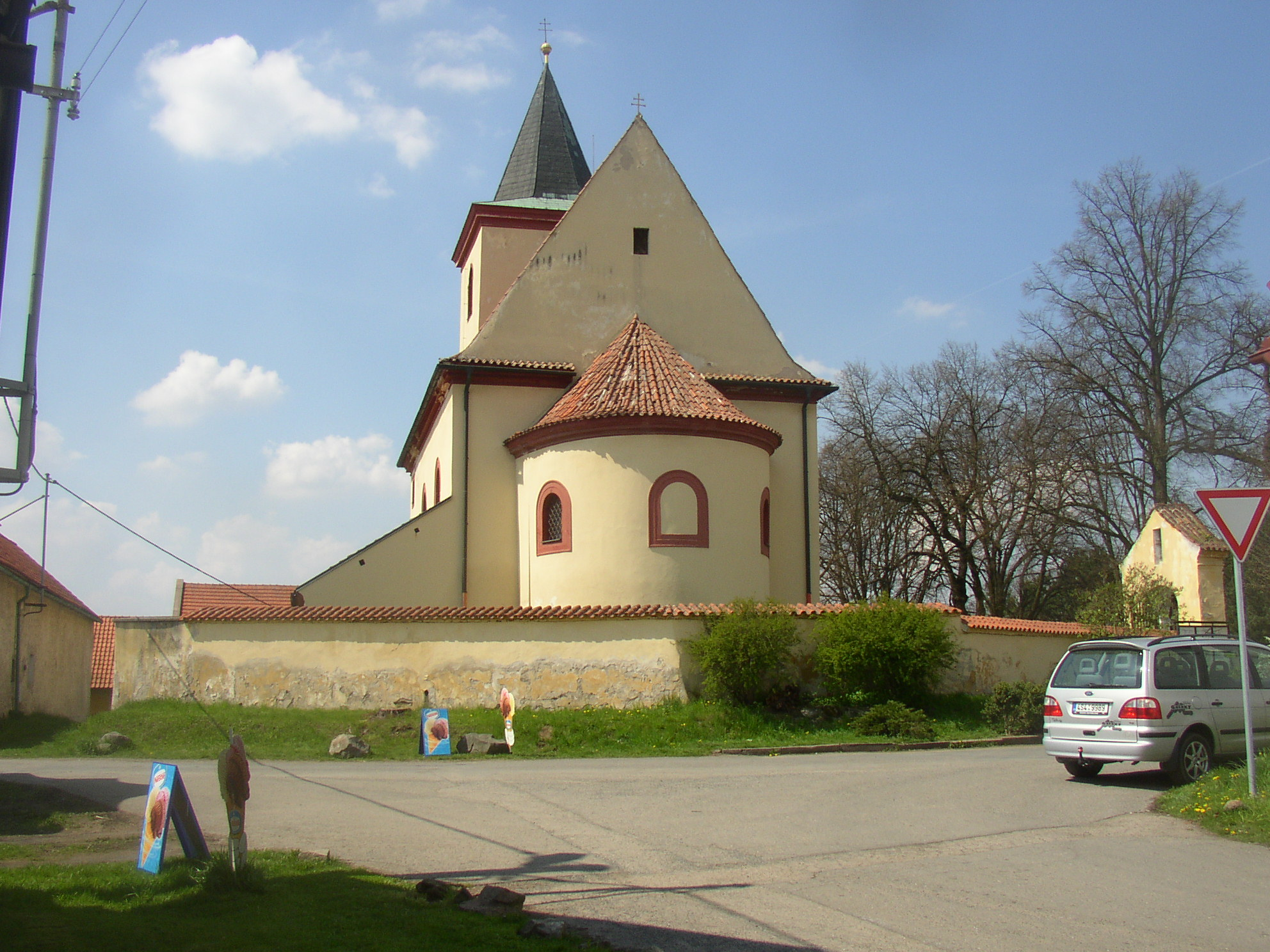
Kostel od východu
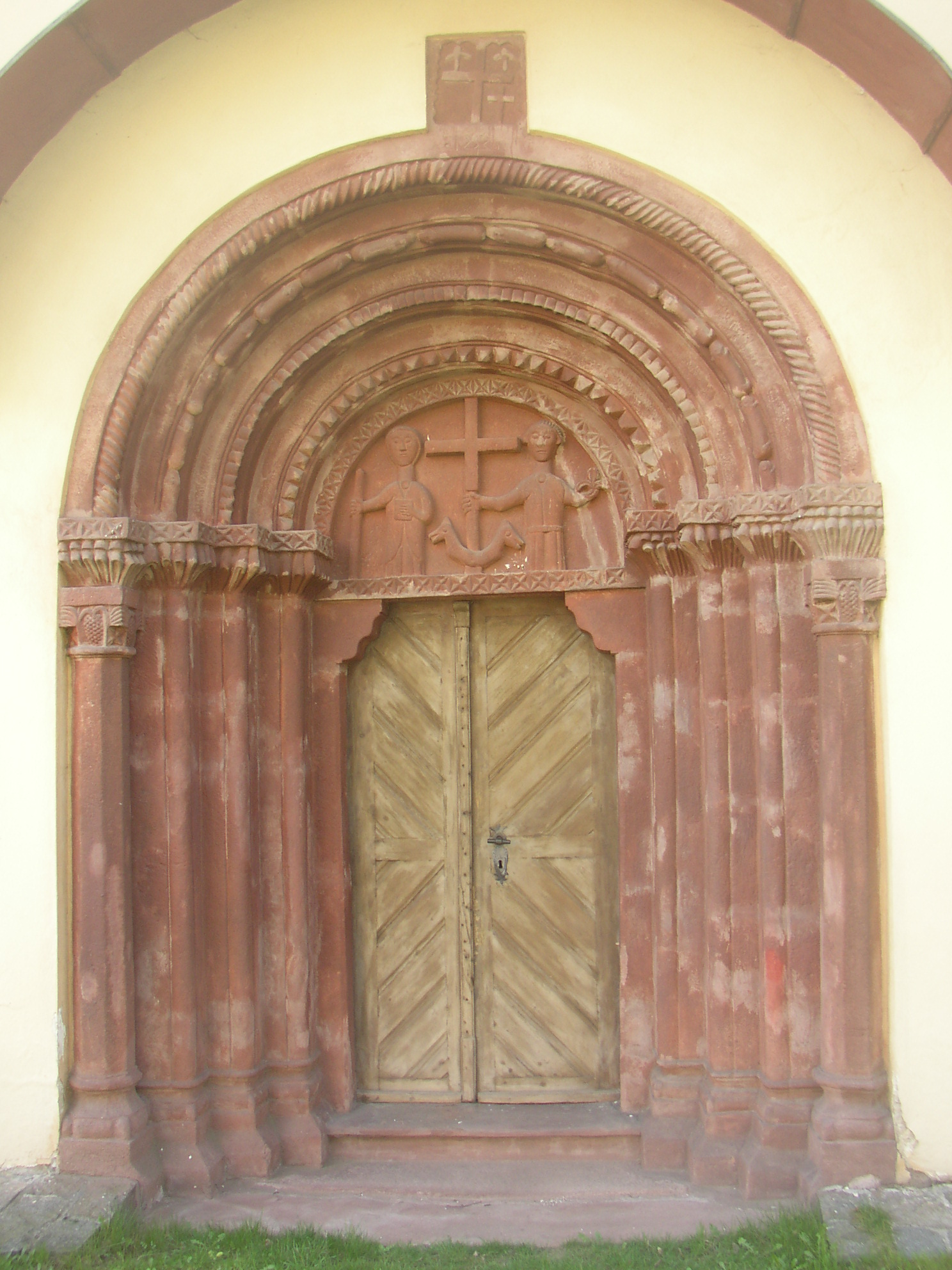
Románský ústupkový portál z červeného pískovce
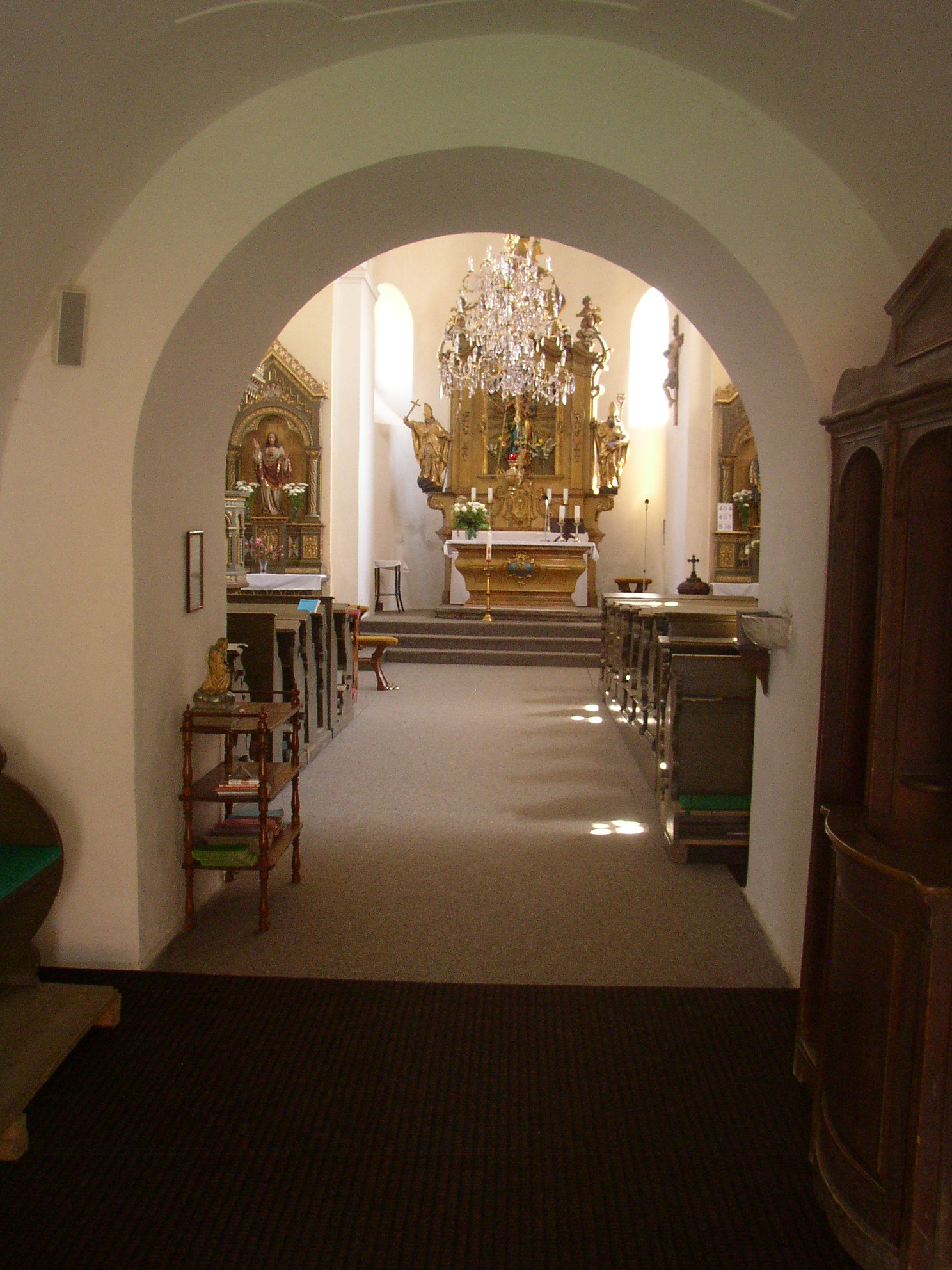
Interiér kostela
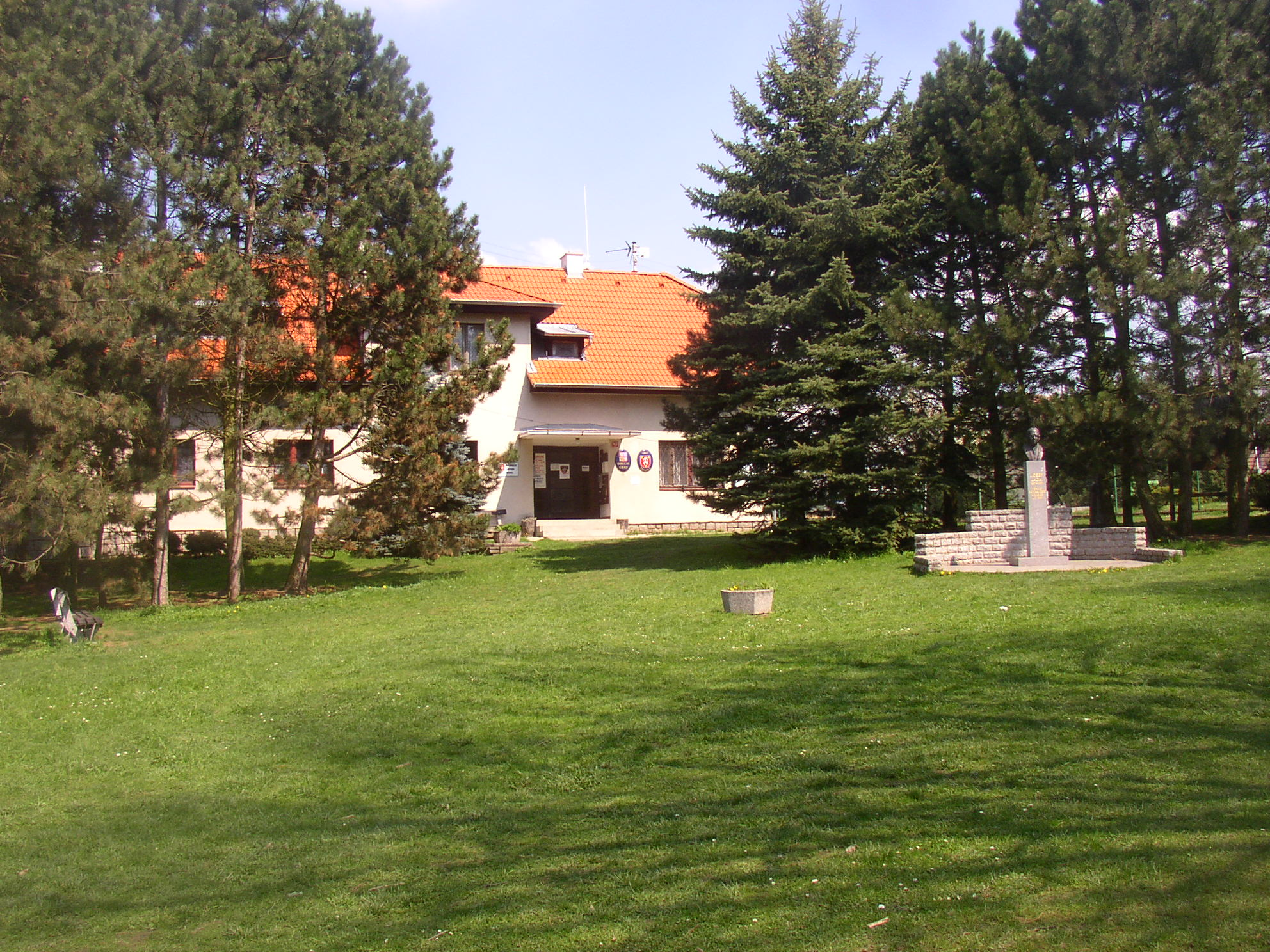
Parčík s budovou obecního úřadu a pomníkem Josefa Lady
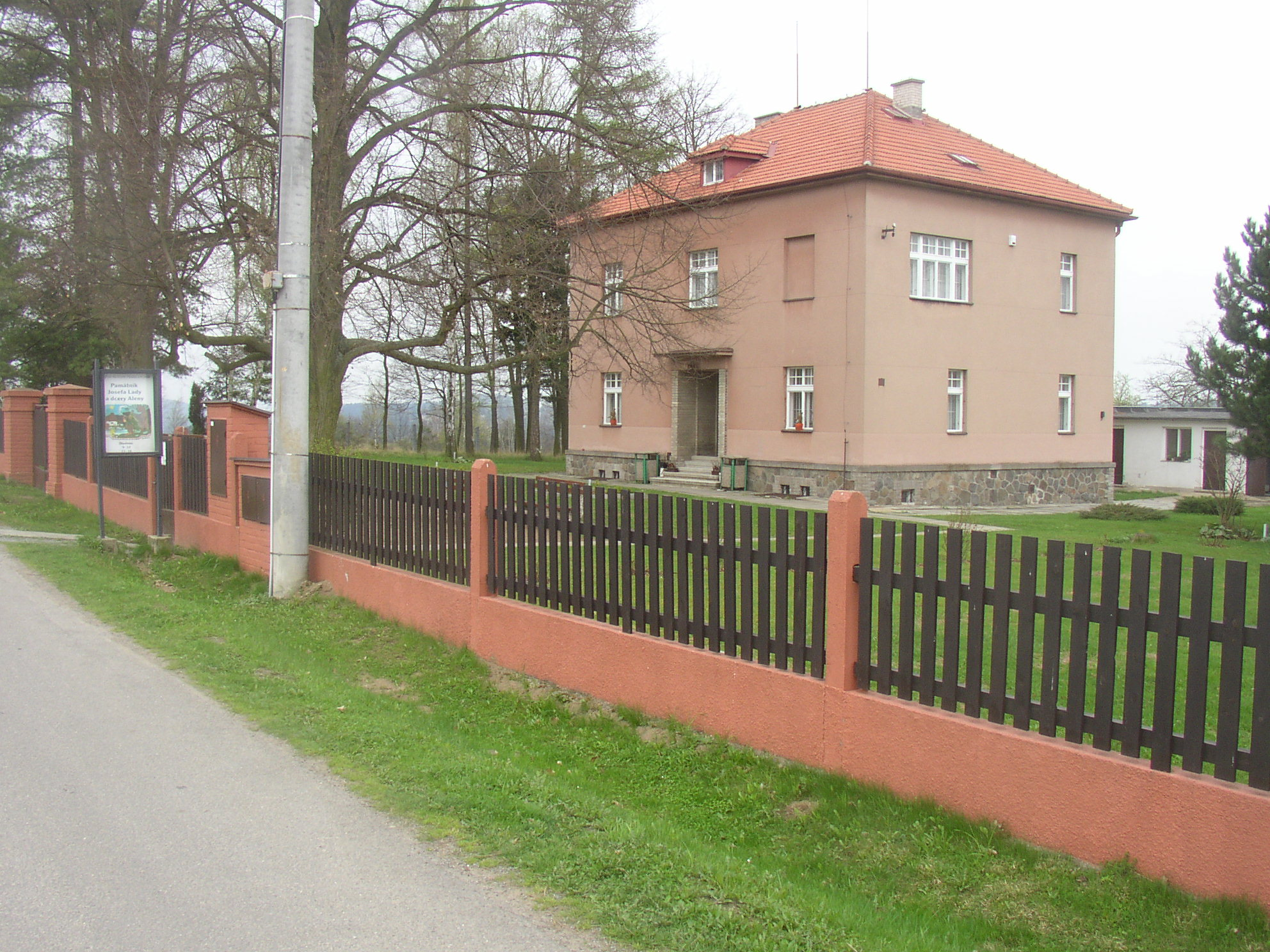
Ladova vila na jižním konci Hrusic, dnes Památník Josefa Lady
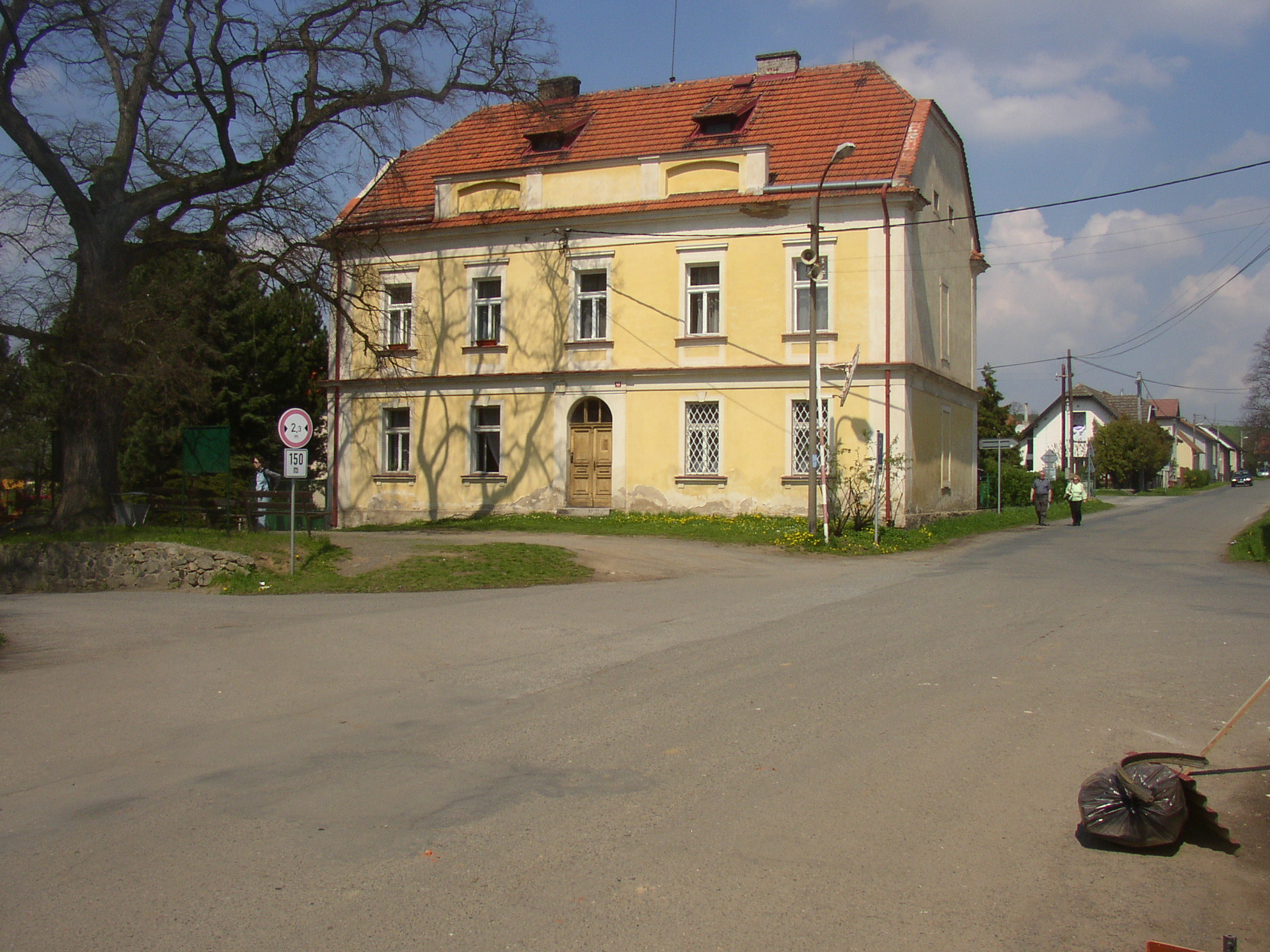
Fara naproti kostelu
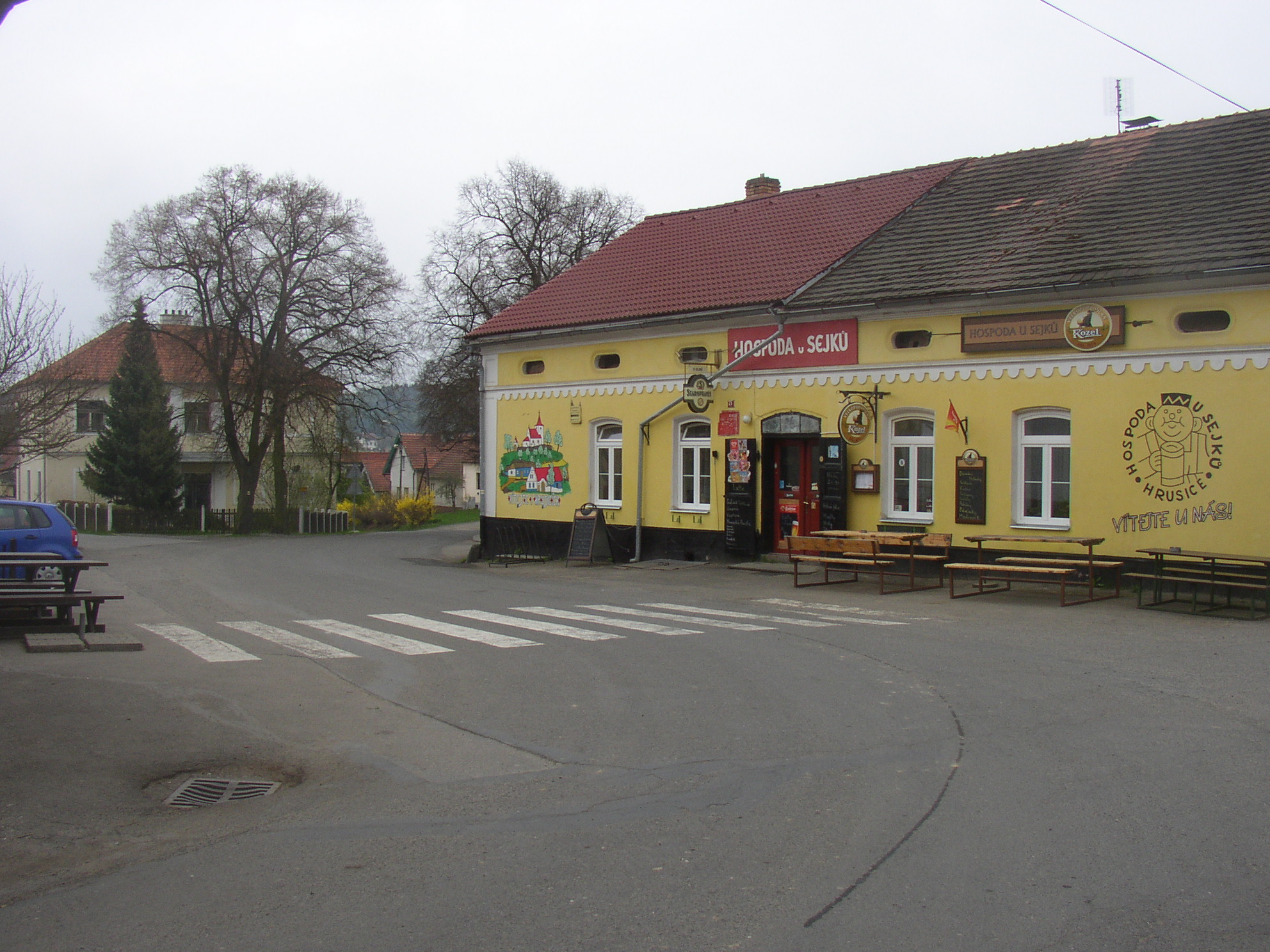
Ladovskými motivy zdobená hospoda U  Sejků, v pozadí bývalá škola
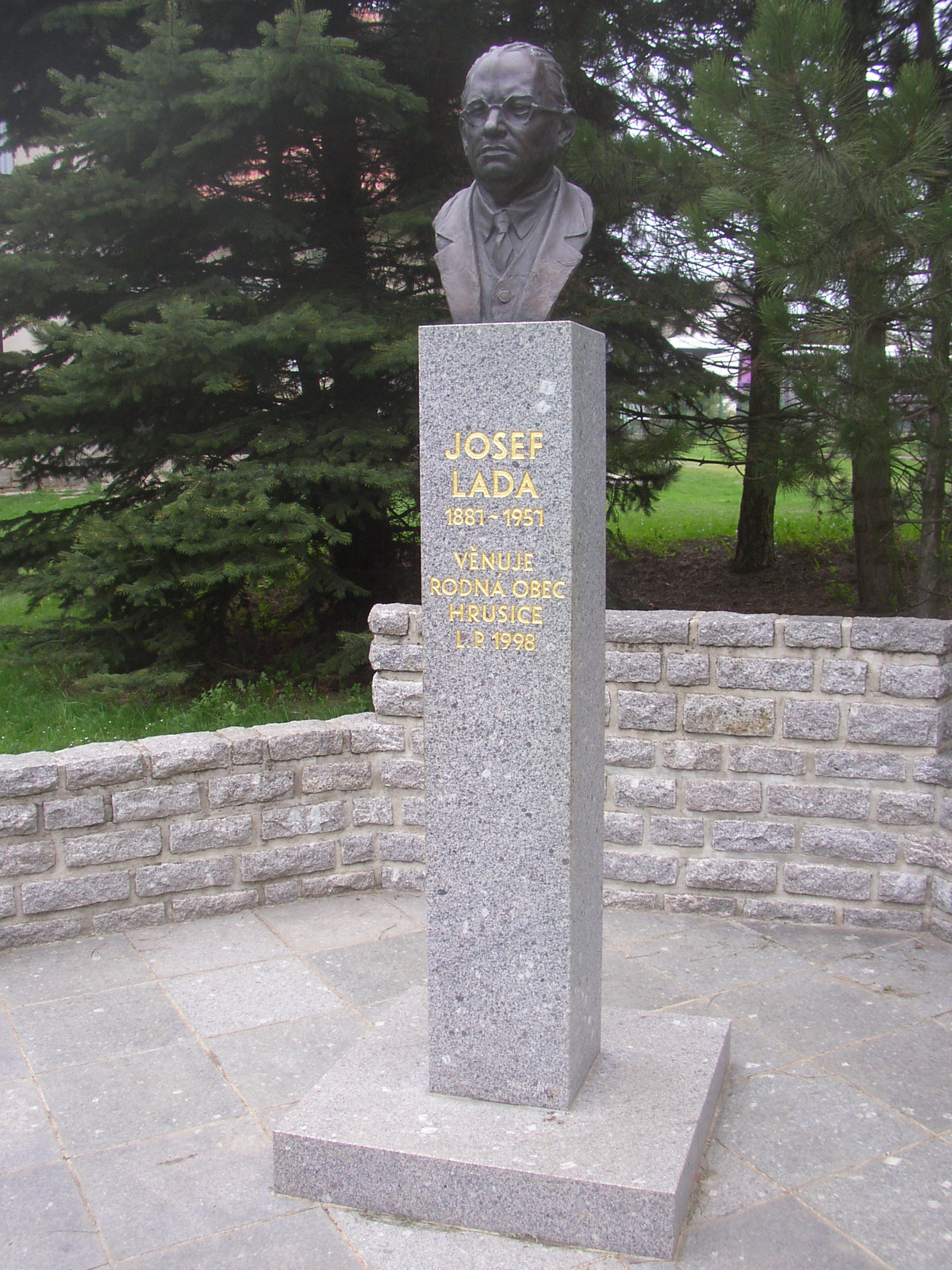
Pomník Josefa Lady z roku 1998
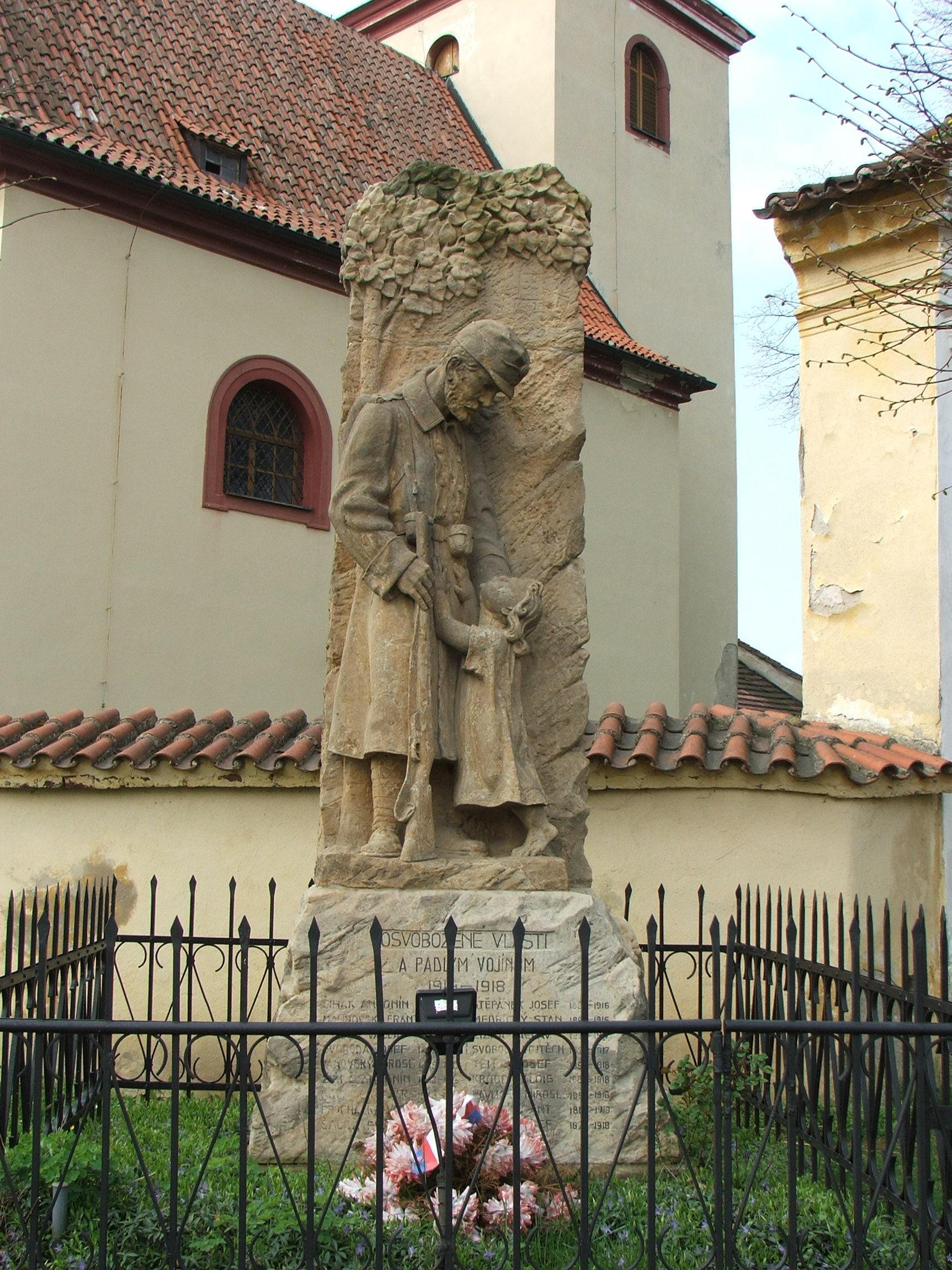
Pomník padlým v 1. světové válce z roku 1921
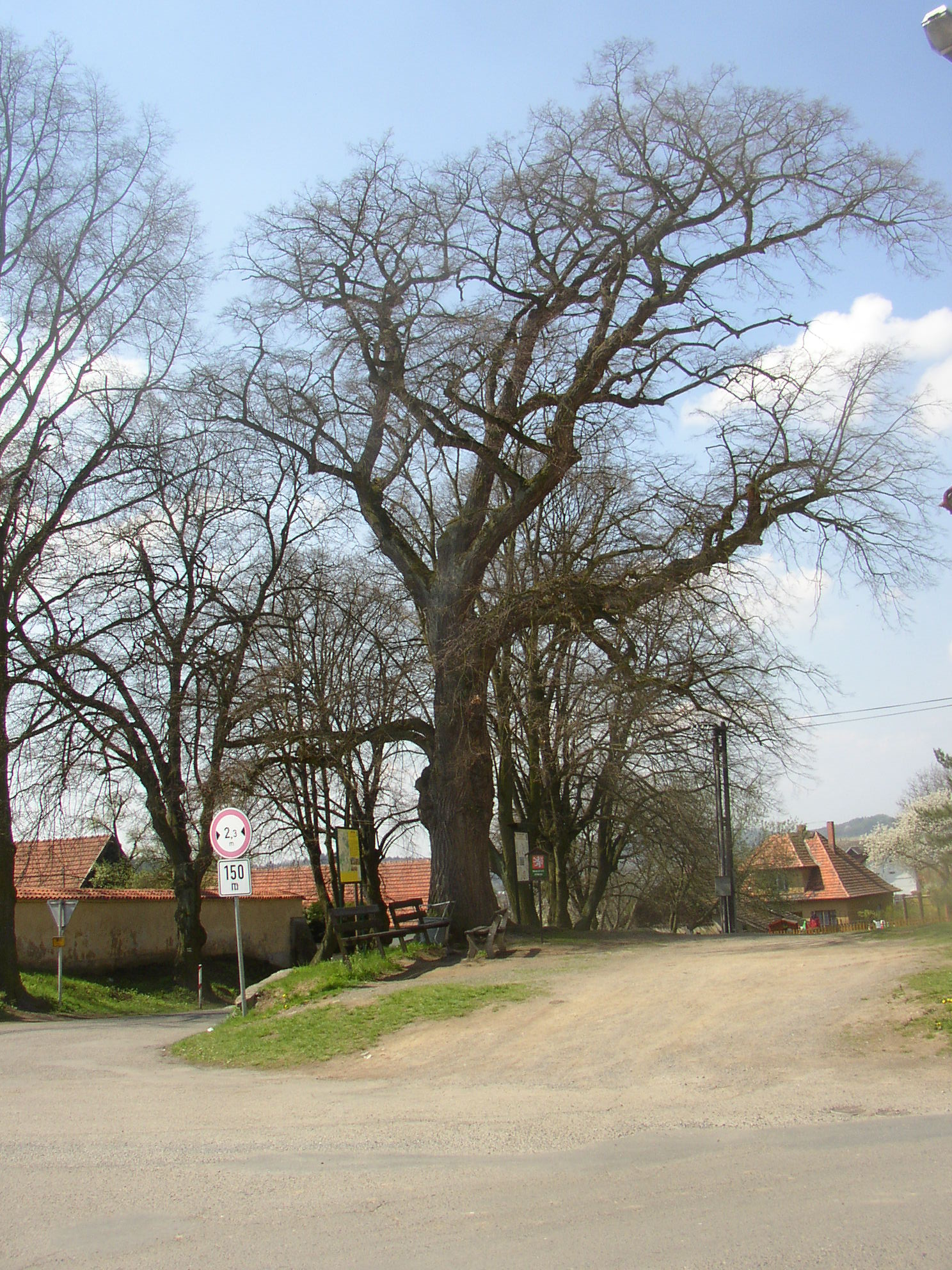
Hrusická lípa; chráněná lípa malolistá, zasazená roku 1777 v sousedství fary